# Saint-Orens
 Saint-Orens  là một xã của tỉnh Gers, thuộc vùng Occitanie, tây nam nước Pháp.